# Gallblåseinflammation
Kolecystit eller cholecystit även kallat gallblåseinflammation, är inflammation i gallblåsan. Symptomen är övre högersidig buksmärta, illamående, kräkningar och ibland feber. Ofta föregås kolecystit av ett akut gallstensanfall. Smärtan vid kolecystit varar längre än vad som är typiskt vid ett gallstensanfall. Utan adekvat behandling är det vanligt med återkommande episoder av kolecystit. Akut kolecystit kan kompliceras av gallstenspankreatit; gallstenar som sätter sig i den gemensamma gallgången (ductus choledoccus); eller inflammation av gallgångarna, så kallad kolangit.
Fler än 90 procent av fallen av akut kolecystit orsakas av att gallgången har blockerats av en gallsten. Riskfaktorer för gallsten är bland annat: p-piller, graviditet, en släkthistoria av gallsten, fetma, diabetes, leversjukdom eller snabb viktminskning. Ibland kan akut kolecystit uppstå till följd av vaskuliter, cellgiftsbehandling eller vid återhämtning från större trauma eller brännskador. Kolecystitmisstänke grundas på symptombilden och vissa laboratorietester. Bukundersökning med ultraljud är typiskt sett den metod som används för att bekräfta diagnosen.
Behandlingen innebär vanligen att man tar bort gallblåsan med en titthålsoperation, och om det är möjligt görs detta inom 24 timmar. Bildtagning av gallgångarna under kirurgin är rekommenderad. Rutinmässig användning av antibiotika inför kirurgi är kontroversiell. Antibiotika rekommenderas om det inte är möjligt att utföra kirurgi i god tid, eller om fallet är komplicerat. I de fall det förekommer stenar i den gemensamma gallgången, kan dessa antingen tas bort före operation med ERCP eller under operation. Komplikationer vid kirurgi är ovanliga. I de fall där kirurgi inte är möjlig, kan gallblåsan dräneras med så kallad kolecystostomi.
Ca 10–15 procent av vuxna i den utvecklade världen har gallsten. Kvinnor har oftare stenar än män och stenar förekommer oftare bland dem som är över 40 år. Vissa etniska grupper drabbas oftare, till exempel drabbas 48 procent av den amerikanska urbefolkningen av gallsten. Bland dem med stenar, drabbas 1–4 procent av gallstensanfall per år. Bland dem som får gallstensanfall kommer cirka 20 procent att utan behandling utveckla akut kolecystit. Resultatet och prognosen vid borttagen gallblåsa är i regel goda. Utan behandling kan tillståndet övergå till kronisk kolecystit. Ordet kolecystit kommer från grekiskan, cholecyst- betyder "galla" och -it som suffix åsyftar "inflammation".

## Behandling
Det är inte klart om alla som haft ett gallstensanfall eller akut gallblåseinflammation behöver opereras. Det vetenskapliga underlaget är otillräckligt för att bedöma om en operation på grund av akut gallblåseinflammation minskar besvär eller risken för komplikationer jämfört med att inte operera och istället avvakta om nya besvär uppstår. I kliniska studier med uppföljning upp till 14 år där man avvaktat med operation efter ett gallstensanfall och akut gallblåseinflammation finner man att en förhållandevis stor andel patienter inte återkommer med nya besvär. Dock kan i en del fall besvären vara allvarligare vid återfall.
Det är dock fördelaktigt att operera akut gallblåseinflammation med laparoskopi i akut skede jämfört med planerat ingrepp i senare skede. Risken för komplikationer förefaller vara densamma. Laparoskopisk operation (titthålsoperation) vid akut gallblåseinflammation minskar den totala risken för komplikationer till hälften jämfört med öppen operation.